# برهان (فیلم ۲۰۰۵)
برهان (انگلیسی: Proof) یا اثبات یک فیلم به کارگردانی جان مدن است که در سال ۲۰۰۵ منتشر شد. از بازیگران آن می‌توان به گوئینت پالترو، آنتونی هاپکینز، جیک جیلنهال، و هوپ دیویس اشاره کرد.